# ناتالي أنغير
ناتالي أنغيّر (بالإنجليزية: Natalie Angier)‏ هي صحفية الرأي وصحفية وكاتبة العمود أمريكية، ولدت في 16 فبراير 1958 في ذا برونكس في الولايات المتحدة.

## وصلات خارجية
- الموقع الرسمي
- ناتالي أنغير على موقع IMDb (الإنجليزية)
- ناتالي أنغير على موقع إن إن دي بي (الإنجليزية)